# 1876 au Québec
Cet article traite des événements survenus en 1876 au Québec. 

## Événements

### Janvier
- 1er janvier : à l'île aux Coudres, une échauffourée a lieu entre partisans libéraux et conservateurs à l'occasion de la campagne électorale pour l'élection partielle fédérale de Charlevoix[1].
- 2 janvier : lors d'un discours aux Éboulements, le candidat conservateur Hector-Louis Langevin déclare qu'il a l'appui de tous les curés du comté[1].
- 4 janvier : le conseil de ville de Québec décide de subventionner en partie la construction du chemin de fer Québec-lac Saint-Jean (Quebec and Lake St-John Railway)[2].
- 7 janvier : le conservateur Pierre-Basile Benoit remporte l'élection partielle fédérale de Chambly à la suite de la démission d'Amable Jodoin.
- 16 janvier : le curé de Saint-Fidèle (Charlevoix) déclare, lors d'un sermon en chaire, que c'est un péché mortel de voter pour les libéraux[3].
- 22 janvier : Hector-Louis Langevin remporte l'élection partielle fédérale de Charlevoix par une majorité de 211 voix contre son adversaire libéral Pierre-Alexis Tremblay[4].
- 24 janvier : John Jones Ross, Joseph-Adolphe Chapleau, et George Barnard Baker deviennent ministres sans portefeuille dans le cabinet De Boucherville[5].
- 25 janvier : le trésorier Joseph Gibb Robertson annonce sa démission. Il invoque comme raison le fait que le gouvernement donne trop de subsides aux chemins de fer de la rive nord par rapport à ceux de la rive sud[5].
- 26 janvier : le premier ministre Charles de Boucherville procède à un remaniement ministériel. Levi Ruggles Church devient trésorier, Joseph-Adolphe Chapleau secrétaire, George Barnard Baker solliciteur général, Auguste-Réal Angers procureur général et Pierre Garneau, commissaire des Terres de la Couronne. De Boucherville prend la charge de l'Agriculture et des Travaux publics[6].
- 28 janvier : les anciens ministres George Irvine et Henri-Gédéon Malhiot sont nommés commissaires du Québec, Montréal, Ottawa et Occidental (chemin de fer de la rive nord). L'ancien premier ministre Gédéon Ouimet devient surintendant de l'Instruction publique[5].

### Février
- 10 février : les ministres Baker et Chapleau sont réélus sans opposition dans Missisquoi et Terrebonne[5].
- 17 février : le Parti libéral du Canada annonce qu'il contestera l'élection de Charlevoix pour influence indue de la part du clergé local[7].
- 20 février : la section du chemin de fer Yamaska-lac Champlain est maintenant ouverte entre Saint-Pie et Saint-Hyacinthe[8].

### Mars
- 3 mars : le conservateur Charles Champagne remporte l'élection partielle de Deux-Montagnes[5].
- 11 mars : le conservateur Jean-Baptiste Daoust remporte l'élection partielle fédérale de Deux-Montagnes à la suite de la démission de Charles-Auguste-Maximilien Globensky.
- 31 mars : l'élection du libéral Alexander Cameron (en) est annulée dans Huntingdon[5].

### Avril
- 18 avril : le conservateur Andrew Kennedy (en) et le candidat indépendant Arthur Turcotte remportent les élections partielles de Mégantic et Trois-Rivières[5].
- 24 avril : Alexander Cameron (en) est réélu dans Huntingdon[5].
- 26 avril : début des plaidoiries dans la cause de contestation de l'élection de Charlevoix. Adolphe-Basile Routhier est l'un des juges chargés de l'affaire.

### Mai
- 1er mai : un nouveau conseil de ville présidé par Owen Murphy est élu à Québec[9].
- 17 mai : à Montréal, Laurent-Olivier David annonce qu'il abandonne la direction Le Bien public[10].
- 20 mai : le quotidien libéral Le Bien public cesse finalement de paraître. Son rédacteur, Laurent-Olivier David, se plaint de l'ingérence de certains évêques qui interdisent à leurs ouailles de lire les journaux réformistes[11].
- 29 mai : l'élection du conservateur Charles-Philippe Landry est annulée dans le district provincial de Montmagny[5].
- 30 mai : un énorme incendie dans le quartier Saint-Jean-Baptiste de Québec rase 800 maisons et 3 000 personnes sont sans abri. Commencé dans la rue Scott, le sinistre s'est vite propagé grâce à de forts vents. Une grande partie du quartier entre les rues saint-Gabriel, Scott, Saint-Eustache et la Grande Allée est détruit. Il y a 3 morts et plusieurs blessés[12].
- Mai : le trésorier Church se rend à Londres y négocier un emprunt de 4 000 000 $ qui lui sera accordé par la Banque d'Édimbourg[13].

### Juin
- 12 juin : 
  - le conservateur Pierre-Samuel Gendron démissionne comme député de Bagot. Il devient protonotaire à la Cour supérieure du Québec[5].
  - malade, l'évêque de Montréal, Ignace Bourget, annonce sa retraite.
- 17 juin : le gouvernement De Boucherville demande officiellement au gouvernement fédéral de lui offrir les terrains du Cricket Fields où il compte bâtir les futurs édifices gouvernementaux. Ils sont situés entre la Grande Allée au sud et la rue Artillerie (futur boulevard René-Lévesque) au nord[14].
- 18 juin : un incendie détruit une bonne partie de la ville de Saint-Jean-sur-Richelieu[15].
- 21 juin : un grand banquet est donné en l'honneur de Lord Dufferin à Québec. Le gouverneur général y parle de la nécessité d'embellir la Vieille-Capitale et annonce que la Reine paiera de sa cassette le coût de construction de la future porte Kent dans le Vieux-Québec[16].

### Juillet
- 3 juillet : le chemin de fer de l'Intercolonial (chemin de fer de la rive sud) est inauguré. Il longe le fleuve Saint-Laurent de Rivière-du-Loup à Métis-sur-Mer, bifurque dans la vallée de la Matapédia et de la Métis jusqu'à la Baie des Chaleurs, pénètre au Nouveau-Brunswick jusqu'à Moncton où il se sépare en deux voies, la première se dirigeant vers Saint-Jean et l'autre vers Halifax[17].
- 7 juillet : le conservateur Flavien Dupont remporte l'élection partielle de Bagot[5].
- 12 juillet : des coups de feu sont échangés entre manifestants irlandais protestants et catholiques à l'occasion des fêtes de la bataille de la Boyne[18].
- 21 juillet : Ottawa vend finalement le terrain du Cricket Fields au gouvernement du Québec[5].

### Août
- 18 août : le conservateur Charles-Édouard Houde remporte l'élection partielle de Nicolet[5].

### Septembre
- 19 septembre : Édouard-Charles Fabre devient le nouvel évêque de Montréal[19].

### Octobre
- 8 octobre : inauguration du chemin de fer Montréal-Saint-Jérôme[20]. (Le P’tit train du nord)
- 18 octobre : le conservateur Joseph Bolduc remporte l'élection partielle fédérale de Beauce à la suite de la démission de Christian Henry Pozer.

### Novembre
- 9 novembre : 
  - Pierre Fortin donne sa démission comme orateur de l'Assemblée législative à cause de la contestation de son élection. Il reste cependant député de Gaspé[5].
  - Rodolphe Laflamme devient ministre fédéral de la Justice[21].
- 10 novembre : ouverture de la deuxième session de la 3e législature avec Louis Beaubien comme nouvel orateur. Le discours du Trône annonce une réorganisation des services publics et un nouvel effort pour aider les compagnies de chemin de fer à terminer leurs travaux[22].
- 15 novembre : le juge Adolphe-Basile Routhier statue que l'élection de Charlevoix était valide. Il énonce que la loi électorale ne défend pas l'influence indue spirituelle[23].
- 25 novembre : l'évêque de Québec, Elzéar-Alexandre Taschereau, publie un mandement dans lequel il met les deux partis politiques (Parti conservateur et Parti libéral) sur le même pied[24].
- 27 novembre : le gouvernement annonce la construction à Québec d'un nouveau palais de justice au coût de 75 000 $[25].
- 28 novembre : Rodolphe Laflamme est rélu par 28 voix de majorité lors de l'élection partielle de Jacques-Cartier[26].
- 30 novembre : le libéral Louis-Napoléon Fortin remporte l'élection partielle de Montmagny[5].

### Décembre
- 1er décembre : lors de son discours du budget, le trésorier Church propose la création d'un fonds consolidé pour subventionner les compagnies de chemin de fer[22].
- 15 décembre : Luc Letellier de Saint-Just succède à René-Édouard Caron au poste de lieutenant-gouverneur[5].
- 28 décembre : 
  - la session est prorogée.
  - les conducteurs de locomotives du Grand Tronc se mettent en grève[27].

## Naissances
- 27 janvier - Frank S. Cahill (homme politique) († 17 avril 1934)
- 5 mars - Alfred-Odilon Comtois (personnalité religieuse) († 26 août 1945)
- 25 avril - Jacob Nicol (homme politique) († 23 septembre 1958)
- 29 avril - Joseph-Séraphin-Aimé Ashby (notaire et homme politique) († 5 mars 1962)
- 4 septembre - Joseph-Alfred Langlois (personnalité religieuse) († 22 septembre 1966)
- 5 septembre - Louis-Joseph Lepine (Pete Lepine) (joueur de baseball)  († 3 décembre 1949)
- 8 septembre - Omer Héroux (journaliste) († 3 mai 1963)
- 27 septembre - Aegidius Fauteux (historien) († 22 avril 1941)
- 6 octobre - Ernest Lapointe (homme politique) († 26 novembre 1941)
- 6 novembre - Andrew Ross McMaster (homme politique) († 27 avril 1937)
- 17 décembre - Arthur Sicard (inventeur) († 13 septembre 1946)

## Décès
- 4 février - Charles-Séraphin Rodier (maire de Montréal) (º 4 octobre 1797)
- 1er juin - Malcolm Cameron (en) (homme d'affaires et politicien) (º 25 avril 1808)
- 3 juillet - Aldis Bernard (maire de Montréal) (º vers 1810)
- 24 août - Nazaire Dupuis (homme d'affaires) (º 1843)
- 2 octobre - Louis-Ovide Brunet (botaniste) (º 10 mars 1826)
- 13 décembre - René-Édouard Caron (homme politique) (º 21 octobre 1800)